# Fort Knox (Maine)
Fort Knox est une ancienne fortification défensive de l'armée américaine située dans le Maine, près de Portsmouth, à l'embouchure du fleuve Penobscot.
Le fort fut nommé d’après Henry Knox, le premier secrétaire à la Guerre des États-Unis.
Le fort ne fut jamais terminé et n’a pas connu de combat. Il est aujourd’hui l’un des fort les mieux préservés et est ouvert au grand public.